# مسألة بروكارد
مسألة بروكارد هي إحدى المسائل التي لم يكتمل حلها في الرياضيات. المسألة تبحث عن أعداد صحيحة تحقق المعادلة
{\displaystyle n!+1=m^{2},}
ولم يتم العثور إلا على ثلاثة حلول حتى يومنا هذا وهي (4 , 5) و(5 , 11) و(7 , 71 )

## الأعداد البُنّية
الأعداد البُنّية هي أعداد صحيحة تنتمي إلى الزوج (m,n) التي تحقق شرط معضلة بروكارد : {\displaystyle n!+1=m^{2}}. (حيث ! هو رمز العاملي و² هو رمز مربع عدد)
يوجد فقط 3 أزواج بنية:
(5,4) لأن 5²=25 = 4!+1=24+1=25
(11,5) لأن 11²=121=5!+1=120+1=121
(71,7) لأن 71² = 5041 = 7!+1=5040+1 = 5041
حدس إيردوس أنه يوجد 3 أزواج بنية فقط.